# Arbogast von Straßburg
Arbogast (ahd. für der fremde Erbe; † 618 in Straßburg) war ein heiliger Bischof von Straßburg. Er war der Begründer des Klosters Sourburg.

## Vita

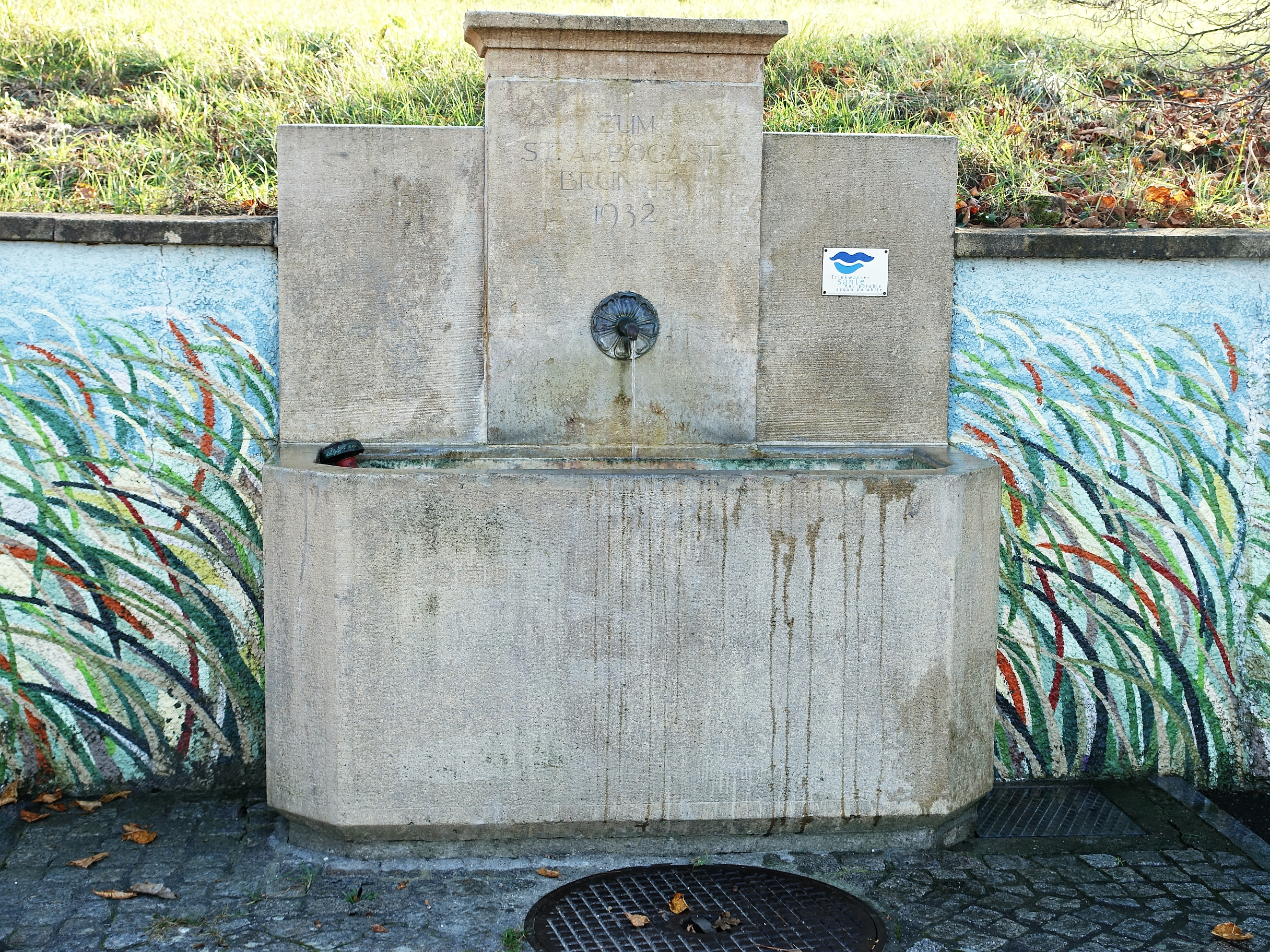
Arbogast Brunnen in Muttenz

Einer Überlieferung zufolge wurde er in Irland oder Schottland unter dem Namen Arascach geboren, nach einer anderen Überlieferung stammt er aus Südfrankreich.
Er kam um 550 als Missionar ins Elsass und ließ sich im Wald von Hagenau nieder. 
Als Bischof von Straßburg ließ Arbogast Kirchen und Klöster bauen und sorgte für das Aufblühen der Stadt. Arbogast gilt als Hauptbegründer des Christentums im Elsass. Schon zu Lebzeiten wurde er hoch verehrt. Arbogast starb im Jahr 618 in Straßburg.
Ein Kloster seines Namens stand später vor den Toren Straßburgs.
Die mit Arbogast verbundenen Heiligenlegenden erzählen, er sei trockenen Fußes über einen Fluss gegangen, habe Kranke geheilt und Dämonen vertrieben sowie Streitigkeiten geschlichtet. Angeblich ließ er sich unter einem Galgen begraben, um einen unschuldig Hingerichteten zu ehren.
Nach einer Legende holte er Siegbert, den Sohn des Frankenkönigs Dagobert II. nach einem Jagdunfall wieder ins Leben zurück,
woraufhin Dagobert ihn zum Bischof von Straßburg ernannte. Allerdings starb Arbogast  bereits 618, gut drei Jahrzehnte vor der Geburt Dagoberts II. im Jahr 652.
Arbogast ist der Patron von Rufach, Muttenz und Oberwinterthur. Er wird gegen Fußleiden, Müdigkeit und Niedergeschlagenheit angerufen. Sein Gedenktag in der römisch-katholischen Kirche ist der 21. Juli.